# Bíter
Un bíter, de l'anglès bitter (amargant), era en origen un preparat d'herbes i cítrics en solució hidroalcohòlica (licor) o de glicerina amb gust amargant o agredolç. Originalment es van crear com a medecines digestives. Amb un elevat grau alcohòlic (fins al 45%), eren normalment consumits en petites quantitats, o afegits com a agents aromatitzants afegits.

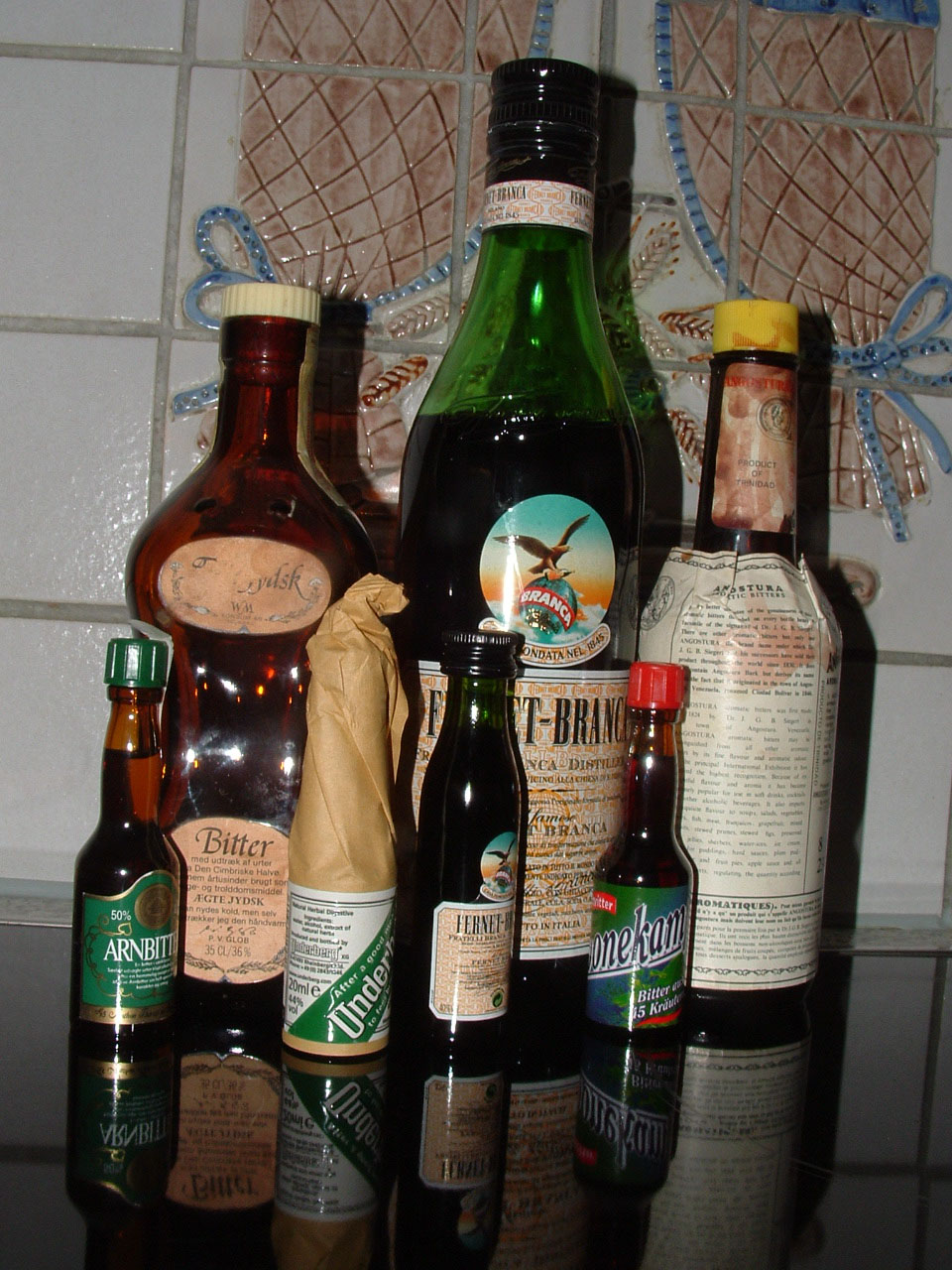
Ampolles de diferents marques de bíters.

Actualment encara existeixen begudes semblants a l'original angostura, creada a Veneçuela (a la ciutat del mateix nom) per un metge alemany. Són bíters que, a més de l'escorça de l'arbre anomenat angostura, contenen extractes d'arrel de genciana, i que per aquest motiu es fan servir per a resoldre nàusees moderades o com a estimuladors de l'apetit, tot i que avui en dia es fan servir més com a begudes aperitives o com a saboritzants en còctels.
Ingredients habituals inclouen: Escorça d'angostura, cascarilla, càssia (canyafístula), genciana, peles de taronges, i quinina. Els bíters es preparen per infusió o destil·lació, emprant herbes aromàtiques, escorces, arrels o fruits en funció del seu sabor i propietats.

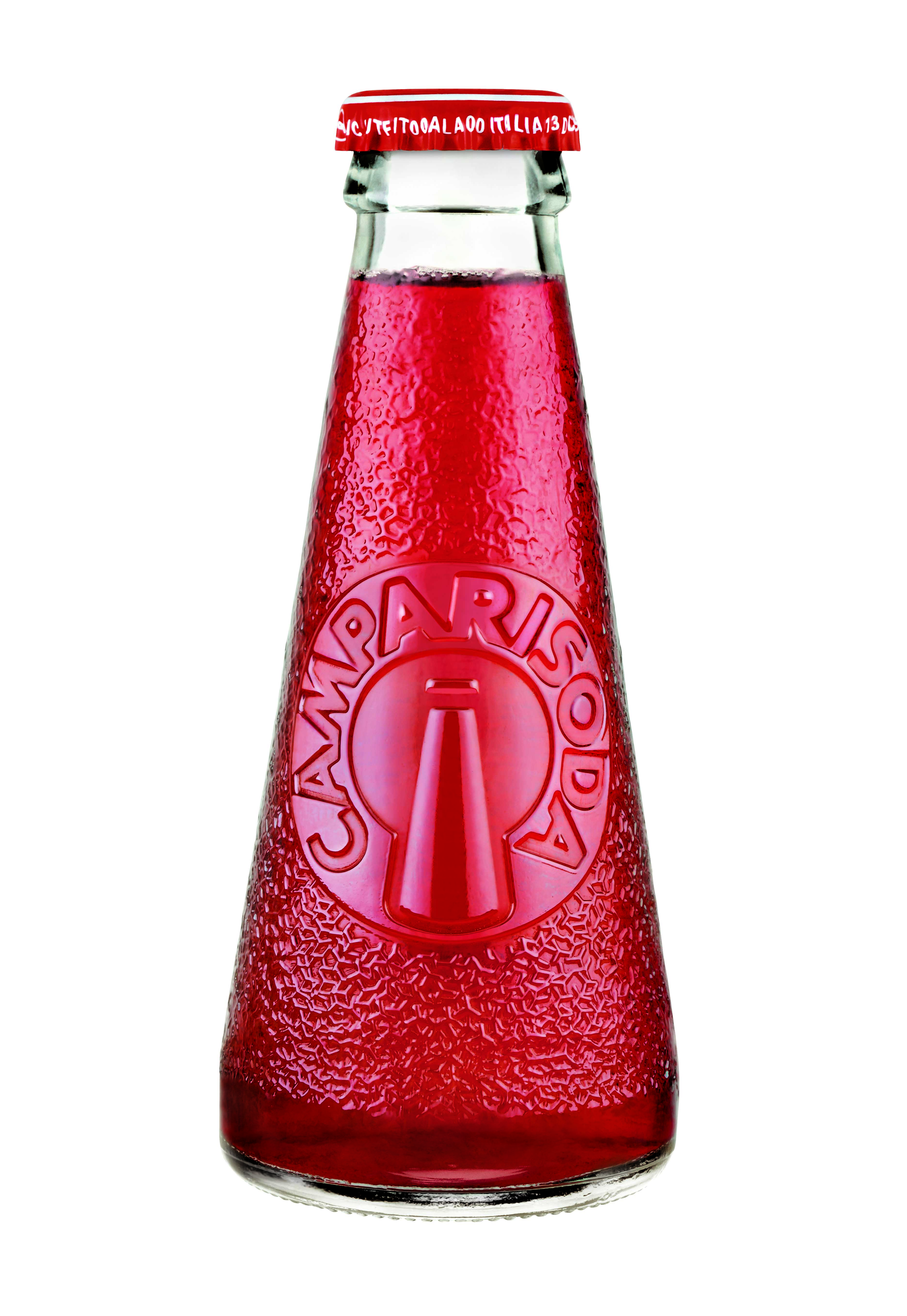
Ampolleta de Campari soda, comercialitzada a Itàlia des de l'any 1932, amb disseny original de Fortunato Depero. És un bíter que es ven ja comercialitzat amb soda, amb grau alcohòlic del 10%.

## Història
La història dels amargs es remunta als antics egipcis, que possiblement infusionaven herbes medicinals en àmfores amb vi. Aquesta pràctica va evolucionar durant l'Edat Mitjana, quan l'aparició de l'alcohol destil·lat va coincidir amb el renaixement de la farmacognòsia, cosa que va fer possible l'elaboració de amargs herbaris i tònics més concentrats. Moltes marques i tipus de tintures amargues per millorar la digestió avui dia es presenten com a preparats herbaris estomacals i tònics, les arrels dels quals es diu que es remunten a l'època del Renaixement i les tradicions de la farmacopea.
Al segle XIX, la pràctica britànica d'afegir tintures herbàries (utilitzades com a preventius) al vi canari es va fer extremadament popular a les antigues colònies americanes. Cap a 1806, les publicacions americanes esmentaven la popularitat d'una nova beguda anomenada còctel, que es descrivia com una "beguda estimulant composta de qualsevol beguda alcohòlica, sucre, aigua i tintures".
D'entre els amargs aromàtics comercials que van aparèixer en aquest període, potser el més conegut és l'«Angostura». Malgrat el seu nom, aquest preparat no conté l'escorça medicinal de l'angostura; en canvi, està nomenat pel poble d'Angostura, l'actual Ciudad Bolívar a Veneçuela. El 1875, la fàbrica va ser traslladada de Bolívar a Port of Spain a Trinitat. El metge alemany Johann Gottlieb Benjamin Siegert va desenvolupar un remei per al mareig i les afeccions estomacals, així com per a altres usos. Posteriorment, Siegert va fundar la companyia Angostura per vendre amargs als mariners.
Una altra coneguda tintura aromàtica amb arrels al segle XIX és Peychaud's Bitters, originalment desenvolupada pel farmacèutic Antoine Amédée Peychaud a Nova Orleans, Louisiana. Sovint s'associa amb el còctel Sazerac.

## Els bíters a la cultura popular present
Una de les maneres de rebaixar l'elevat grau alcohòlic i convertir el combinat en una beguda més refrescant va ser el costum d'afegir soda a una part de bíter. Aquest habitual costum va popularitzar-se fins al punt que van començar a comercialitzar-se preparats ja barrejats en quantitats fixes, especialment a Itàlia, per les empreses Campari -que ja en comercialitzava sense rebaixar i encara comercialitza amb força èxit- i Cinzano.
El fet es va fer tan habitual, que popularment avui un bíter és una beguda gasosa de color vermellós i de baixa graduació alcohòlica (o fins i tot sense alcohol), obtinguda per maceració i aromatitzada amb les tradicionals substàncies amargues com ara la pell de taronja, l'arrel de genciana, la quinina, etc.